# 瑞浪市地球回廊
瑞浪市地球回廊（みずなみしちきゅうかいろう）は、岐阜県瑞浪市の瑞浪市民公園にあった地球史に関する博物館。

## 概要
1993年（平成5年）にふるさと創生事業交付金の一部をあてて地下壕を改修し開設。
館内は第2次世界大戦中に掘られた地下壕を利用した全長200mのスペースを「地球の誕生」から始まる12のスペースに区切りパネル等にて展示解説している。瑞浪市で1898年（明治31年）に世界で初めてデスモスチルスの頭蓋骨の化石が発見されたのにちなんで、デスモスチルスが生息していた2,800万年前から1,300万年前の生態を再現したジオラマも展示してある。
2019年（令和元年）度末までの入館者数は98万5395人。
施設の老朽化（高湿度による影響、壁面の崩落、消火設備の劣化）や、最新の学術的な知見と異なる展示物の対応などの問題があり、2020年（令和2年）度に廃止されることが決定し、2021年（令和3年）3月31日に閉館した。

## 利用案内
- 開館時間：9：00～17：00
- 休館日：月曜日（月曜日が祝日の場合はその翌日と翌々日）、年末年始、資料整理など。
- 入館料：大人200円（20名以上の団体は150円）、高校生以下は無料。　
  - 瑞浪市民公園内の「瑞浪市化石博物館」「地球回廊」「瑞浪市市之瀬廣太記念美術館」「瑞浪市陶磁資料館」4館共通券は大人700円。
- 駐車場：60台（無料）

## アクセス
- 中央自動車道 瑞浪ICより自動車で約5分。
- JR中央本線 瑞浪駅より徒歩で約20分。
- 東鉄バス：瑞浪＝土岐線「戸狩」バス停下車、徒歩で約12分。
- 瑞浪市コミュニティバス：日吉線「市民公園前」バス停下車、徒歩ですぐ。